# Стара Кара
Стара Ка́ра (рос. Старая Кара, башк. Иҫке Ҡара) — присілок у складі Аскінського району Башкортостану, Росія. Входить до складу Казанчинської сільської ради.
Населення — 39 осіб (2010; 56 у 2002).
Національний склад:
- башкири — 96 %